# Faculdade Independente do Nordeste
A Faculdade Independente do Nordeste (FAINOR) é uma instituição particular de ensino superior localizado em Vitória da Conquista, interior da Bahia. A Fainor possui catorze cursos de graduação e vários cursos de pós-graduação.
A FAINOR iniciou as suas atividades em em 9 de julho de 2001. Instalada no bairro Candeias, em Vitória da Conquista, foi credenciada em 4 de julho de 2001. Ofereceu inicialmente três cursos: Engenharia da Computação, Administração com habilitação em Agroindústria e Ciências Contábeis. Um ano mais tarde viria o Curso de Direito. Em 2003 foi oferecido o primeiro curso de pós-graduação lato sensu na área de Direito Processual. Direito Constitucional e Processual são cursos oferecidos pela FAINOR. Em 2009 chegaram os cursos de Farmácia, Enfermagem e de Fisioterapia. Em 2010 a chegada dos cursos de Odontologia, Arquitetura e de Engenharia de Produção. Em 2013 a chegada dos cursos superiores tecnólogos em Design de Moda e de Estética e Cosmética. Em 2015 a chegada do curso de Engenharia Civil.